# U 668
U 668 war ein deutsches Unterseeboot des Typs VII C. Dieser Typ wurde auch „Atlantikboot“ genannt. Das Boot wurde durch die deutsche Kriegsmarine während des U-Boot-Krieges im Zweiten Weltkrieg im Nordmeer und im Eismeer eingesetzt. Unter anderem war U 668 damit beauftragt, die geheime Wetterbeobachtungsstation Taaget auf der Bäreninsel zu evakuieren.

## Bau und technische Daten
Die U-Bootwaffe der deutschen Kriegsmarine setzte in der Atlantikschlacht hauptsächlich Boote des Typs VII C ein, die wegen ihrer Eignung für diesen Seeraum auch „Atlantikboote“ genannt wurden. Ab Kriegsbeginn stellten die Hamburger Howaldtswerke ihre Produktion entsprechend auf die Fertigung dieser Boote um. Die Werft war für einen jährlichen Ausstoß von 16 U-Booten vorgesehen, der sich ab Mitte 1943 auf 22 Boote erhöhen sollte. Bis Kriegsende lieferten die Howaldtswerke Hamburg jedoch lediglich 33 U-Boote des Typ VII C an die Kriegsmarine aus.
U 668 war eines von zehn Booten, die im Jahr 1942 an die Marine übergeben wurden. Es war 67 m lang und hatte eine Verdrängung von 865 m³ unter Wasser. Ein VII C-Boot wurde bei Überwasserfahrt von zwei Dieselmotoren angetrieben, die eine Geschwindigkeit von 17 kn ermöglichten, was etwa 31 km/h entspricht. Unter Wasser erbrachten zwei Elektromotoren eine Geschwindigkeit von 7 kn, das sind etwa 13 km/h. Die Bewaffnung bestand aus einer 8,8 cm Kanone und einer 2,0 cm Flak an Deck, sowie vier Bugtorpedorohren und einem Hecktorpedorohr. Wie die meisten deutschen U-Boote seiner Zeit hatte auch U 668 ein bootsspezifisches Zeichen, das von der Besatzung selbst ausgewählt wurde. Es handelte sich um das stark stilisierte Bild eines Elefanten auf weißem Grund. Die Besatzung hatte sich für dieses Symbol entschieden, da Kommandant von Eickstedts Auftreten an einen Elefanten erinnerte.

## Einsatz und Geschichte
Oberleutnant zur See Wolfgang von Eickstedt stellte U 668 am 16. November 1942 in Dienst. Das Boot gehörte zunächst zur 5. U-Flottille und war in Kiel stationiert. Kommandant von Eickstedt unternahm in dieser Zeit Ausbildungsfahrten in der Ostsee zum Training der Besatzung und zum Einfahren des Bootes. Ab April 1943 erhielt U 668 den Status als Frontboot und gehörte zunächst der 6. U-Flottille und später der 13. U-Flottille an. Das Boot absolvierte sechs Unternehmungen in Nord- und Eismeer, wo es nach den Maßgaben der von Karl Dönitz entwickelten Rudeltaktik im Kampf gegen Nordmeergeleitzüge eingesetzt wurde.

### U-Boot vs. Flugzeug
Am 16. Mai 1944 wurde U 668 von dem Piloten eines Sunderland-Flugbootes entdeckt, das zur 300. RAF-Squadron gehörte und in der Sullom Voe-Bucht auf der Shetland-Insel Mainland stationiert war, die als gemeinsamer Stützpunkt der Royal Air Force und der Norwegischen Luftstreitkräfte genutzt wurde. Der erste Anflug der Sunderland blieb zunächst für das Boot folgenlos, da sich die Wasserbomben im Abwurfschacht des Flugbootes verklemmt hatten. Während des nächsten Angriffs gelang es hingegen der Artilleriebesatzung von U 668 die Sunderland mit Flak-Feuer zu beschädigen, den Bugschützen zu töten, seine Geschützkanzel in Brand zu schießen, sowie mehrere Besatzungsmitglieder zu verletzen. Im dritten Anflug gelang es dem Kommandanten der Sunderland, Sub-Lieutenant Johnson, vier Wasserbomben abzuwerfen, von denen drei unmittelbar an der Backbordseite von U 668 detonierten, woraufhin das Boot abtauchte, was die Besatzung der Sunderland als Versenkungserfolg interpretierte. Ursprünglich wurde angenommen, dass dieser Angriff U 240 gegolten habe, das hierbei versenkt wurde. Inzwischen gilt als gesichert, dass Sub-Lieutenant Johnson tatsächlich U 668 attackiert hatte, das von dieser Begegnung keine Beschädigungen davontrug. Das Schicksal von U 240 ist weiterhin ungeklärt.

### Wetterstation Taaget
Neben der Beteiligung an der Jagd auf alliierte Geleitzügen, hatten die Nordmeerboote der Kriegsmarine auch weitere Aufgaben, die sich aus der geografischen Lage dieses Seegebiets ergaben. Da die meteorologischen Verhältnisse im Nordatlantik wesentlich zur Vorhersagbarkeit des europäischen Wetters beitragen, war es für die Wehrmacht von großem Interesse, Aufschluss über die hier herrschende Wetterlage zu bekommen. Daher unterhielten Luftwaffe und Kriegsmarine mehrere Wetterstationen im nördlichen Nordatlantik. Auf der Bäreninsel wurde im November 1944 eine Wetterstation der Abwehr mit zwei Mann Besatzung eingerichtet. Die Station befand sich in der südöstlichen Bucht der Bäreninsel, hatte den Codenamen „Taaget“ und wurde von zwei Hilfswilligen, einem Norweger und einem Ukrainer, betrieben. Zwischen den beiden Kollaborateuren mit den Tarnnamen „Ludwig“ und „Joseph“ war es im Verlauf des Einsatzes wiederholt zu Spannungen gekommen. Im März 1945 kam „Ludwig“ aus ungeklärten Umständen ums Leben und es wurde beschlossen, den verbliebenen Norweger abzuholen. Zu diesem Zeitpunkt war U 668 nach mehr als zweimonatiger erfolgloser Unternehmung in der Kola-Bucht auf der Rückfahrt zum Stützpunkt in Narvik. Wegen des dichten Nebels war es eine besondere Herausforderung, zwischen den Eisfeldern hindurch in ein eisfreies Gebiet vor der Insel Gullholmen zwischen der Walrossbucht und der Sorhamna-Bucht im Süden der Bäreninsel zu finden. Dort ließ Kommandant von Eickstedt die verabredeten Leuchtsignale geben und schließlich, da sich am Ufer keine Reaktion zeigte, mit der Flak gegen die ufernahen Felsen schießen. Schließlich fand sich „Joseph“ am Treffpunkt ein und forderte, unmittelbar an Bord gebracht zu werden. Von Eickstedt bestand jedoch auf der Sicherung der Wettergeräte und der vorhandenen Unterlagen und ließ vier Mann der Besatzung von U 668 übersetzen und die Hütte der Station „Taaget“ sichern. Die deutschen Seeleute erkundeten zudem Teile der Insel und das nördlicher gelegene verlassene Bergbaudorf „Tunheim“. Zudem vervollständigte die Besatzung den Proviant des U-Bootes durch Konserven, die nahe der Station „Taaget“ aus dem Schnee geborgen wurden. Als Kommandant von Eickstedt ablegen lassen wollte, wurde offenbar, dass U 668 inzwischen von Eis umschlossen und nicht mehr manövrierfähig war. Durch sogenanntes „Schwofen“, also Aufschaukeln des Bootes durch Hin- und Herlaufen der Besatzung, gelang es schließlich, das Boot aus dem Eis zu befreien. Am 17. April 1945 lief U 668 wieder in Narvik ein.

## Kapitulation und Versenkung

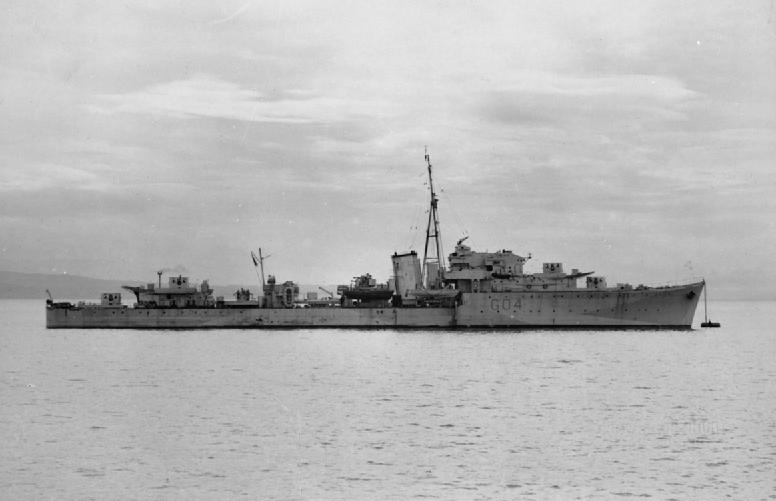
HMS Onslaught versenkte U 668

Im April 1945 übernahm Oberleutnant zur See Fritz Henning das Kommando auf U 668. Er kapitulierte am 9. Mai mit der Besatzung von U 668 in den Gewässern vor Narvik.
Das Boot wurde mit einer Rumpfbesatzung nach Großbritannien verbracht und dort im Zuge der Operation Deadlight versenkt. Hierbei handelte es sich um die planmäßige Versenkung deutscher U-Boote in den sogenannten „Western Approaches“. Hierfür wurden die U-Boote zunächst auf diverse britische Häfen verteilt, und dann nach und nach von Kriegsschiffen auf Position geschleppt und – meist durch Geschützfeuer – versenkt. Da die U-Boote lange Zeit ohne Wartung den Wetterbedingungen schutzlos ausgeliefert waren, sanken 56 von ihnen bereits, bevor sie die vorgesehene Versenkungsposition erreichten.
Die Operation Deadlight dauerte vom 17. November 1945 bis zum 11. Februar 1946. U 668 wurde zunächst nach Loch Eriboll verbracht, wo es am 21. Mai eintraf. Von dort wurde es erst an die schottische Westküste – nahe Skye – und dann nach Nordirland gebracht. Am 25. Mai traf das Boot im Hafen von Londonderry ein. Am 31. Dezember wurde U 668 von dort durch den Zerstörer HMS Onslaught auf Position geschleppt und bei Schießübungen durch Artilleriebeschuss versenkt.